# Anne Quevrin
Anne Quevrin née le 8 mai 1958 est une journaliste, politologue et productrice belge.

## Carrière
Licenciée en relations internationales et administration publique de l'Université catholique de Louvain (Louvain-la-Neuve) avec un mémoire intitulé L'adhésion de l'Espagne à la CEE : les aspects politiques et économiques et détentrice d'un Master of Philosophy in International Relations de Cambridge, elle entre à la rédaction bruxelloise de RTL en 1983.
De journaliste, elle devient chef du service politique de RTL : elle a couvert l'actualité pour le journal télévisé et a animé de nombreux débats politiques. En septembre 1994, Anne Quevrin a mis sur pied l'émission hebdomadaire Place Royale, dont elle est productrice déléguée, et qu'elle présente chaque samedi sur RTL-TVi. Le succès est immédiat, et l'émission se prolonge par un album-photos annuel, L'Année Place Royale.
Anne Quevrin a également commenté pour RTL-TVI de nombreux événements du Gotha (mariages des princes Philippe et Laurent, funérailles de la grande-duchesse Joséphine-Charlotte de Luxembourg, fiançailles de Philippe et Mathilde, etc.) et a écrit un livre sur le prince Philippe et la princesse Mathilde. En juin 2010, elle est écartée pour plusieurs émissions du fait de ses mauvaises relations avec l'équipe de Place Royale. Le 21 juin 2010 le divorce est consommé. RTL-TVi annonce, dans un communiqué, qu'elle ne poursuivra pas sa collaboration avec Anne Quevrin. 
Lors des élections européennes de 2014, Anne Quevrin est une candidate du MR à Bruxelles. Elle intègre ensuite le cabinet du ministre des Affaires étrangères, Didier Reynders.

## Vie privée
Elle a été mariée à Philippe Malherbe, avec qui elle a des enfants.